# 托内扎德尔奇莫内
托内扎德尔奇莫内（義大利語：Tonezza del Cimone），是意大利威尼托大区维琴察省的一个市镇。总面积14平方公里，人口592人，人口密度42.3人/平方公里（2009年）。国家统计（ISTAT）代码为024106。